# Chest Springs
Chest Springs es un borough ubicado en el condado de Cambria en el estado estadounidense de Pensilvania. En el año 2000 tenía una población de 110 habitantes y una densidad poblacional de 184 personas por km².

## Geografía
Chest Springs se encuentra ubicado en las coordenadas 40°34′44″N 78°36′35″O / 40.57889, -78.60972.

## Demografía
Según la Oficina del Censo en 2000 los ingresos medios por hogar en la localidad eran de $23,750 y los ingresos medios por familia eran $38,750. Los hombres tenían unos ingresos medios de $35,000 frente a los $26,250 para las mujeres. La renta per cápita para la localidad era de $14,357. Alrededor del 3.7% de la población estaba por debajo del umbral de pobreza.